# Julian Possehl
Julian Possehl (* 31. Dezember 1992 in Osnabrück) ist ein deutscher Handballspieler.

## Karriere
Julian Possehl begann bei den Sportfreunden Loxten aus Versmold mit dem Handball. 2009 wechselte er zur HSG Handball Lemgo, einer vom TBV Lemgo und dem TV Lemgo gegründeten Spielgemeinschaft für den Jugend- und Nachwuchsbereich. Für die HSG spielte er im Jugendbereich und später in der 3. Liga. Ab 2013 lief der 1,91 Meter große Rückraumspieler für den TBV Lemgo in der Handball-Bundesliga auf, und hatte ab Februar 2014 zusätzlich ein Zweitspielrecht für den Zweitligisten ASV Hamm-Westfalen. Zur Saison 2014/15 unterschrieb er beim ASV einen Zweijahresvertrag. Ab dem Sommer 2018 stand er bei der HSG Nordhorn-Lingen unter Vertrag. Zur Saison 2023/24 wechselte Possehl zum HC Elbflorenz. Im Sommer 2025 kehrte er zu den Sportfreunde Loxten zurück.
Possehl nahm mit der deutschen Jugendnationalmannschaft 2011 an der U-19-Weltmeisterschaft in Argentinien teil. Er gehörte zum Kader der deutschen Juniorennationalmannschaft, für die er in vier Länderspielen 11 Tore erzielte.
Neben dem Handball absolvierte Possehl eine Ausbildung zum Industriekaufmann.